# تاجر

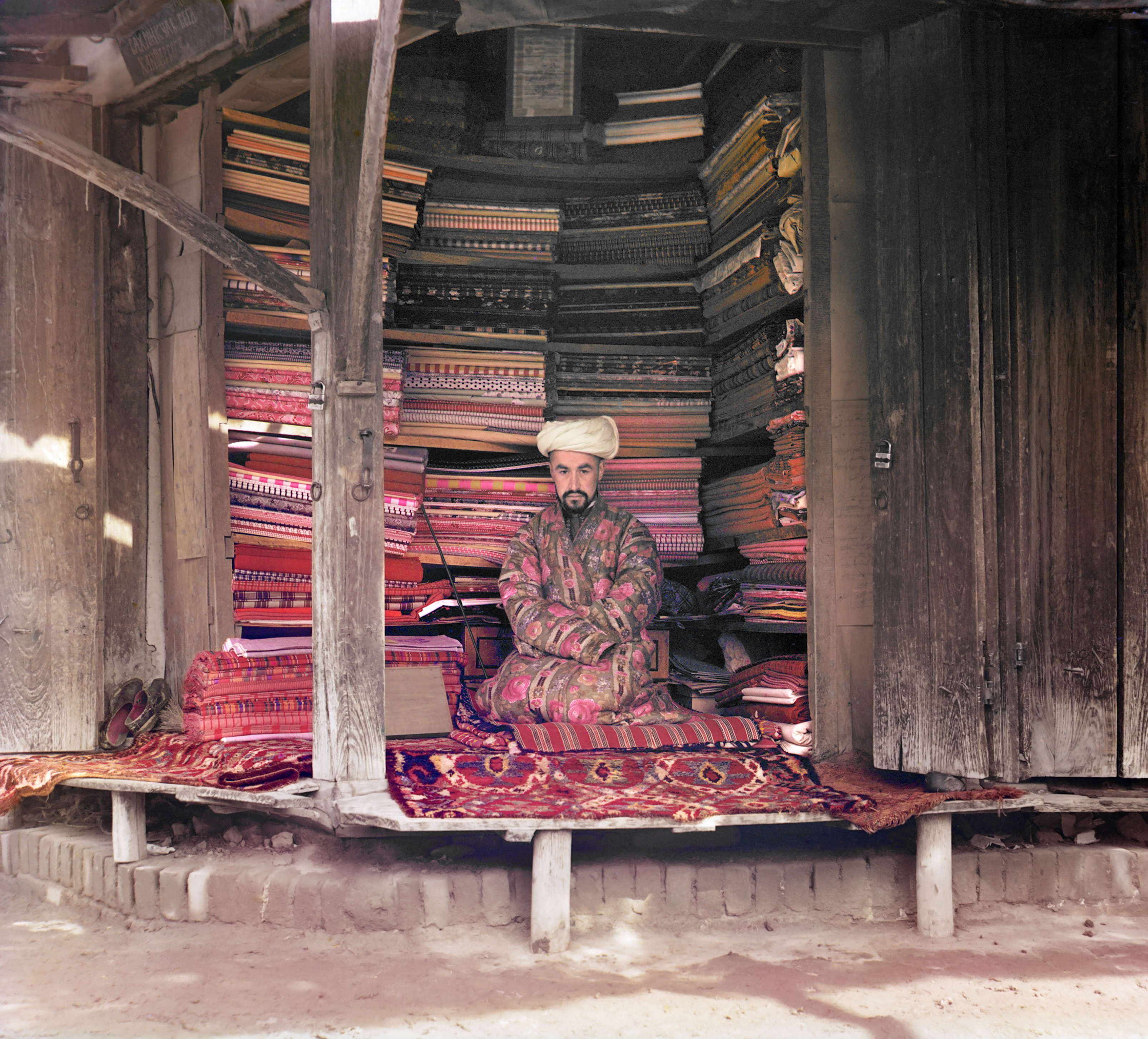
تاجر في سمرقند الواقعة على طريق الحرير

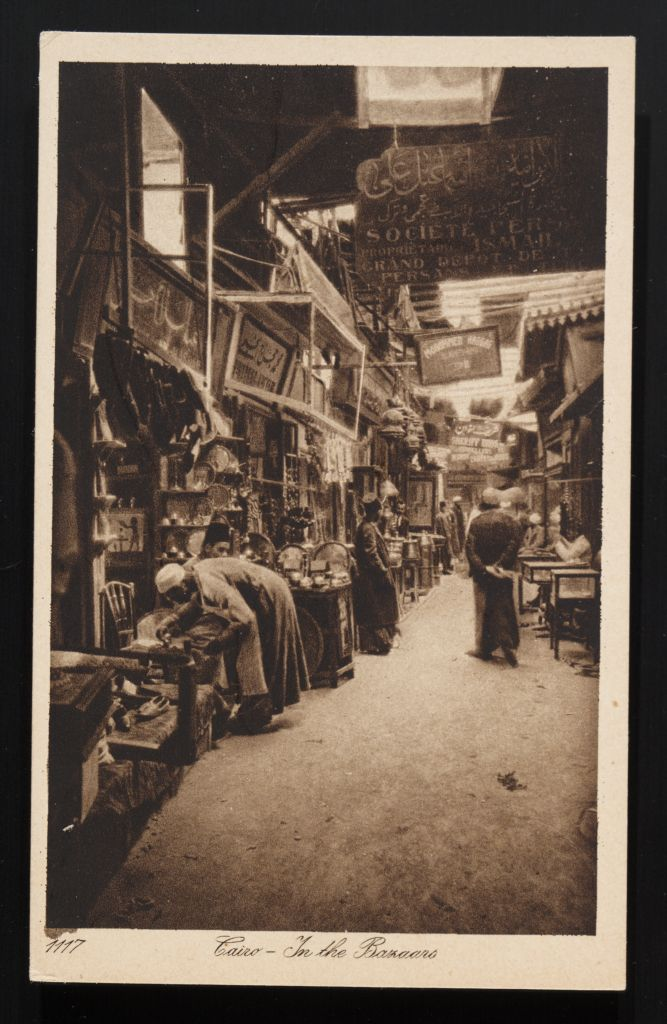
بازار قاهري في مطلع القرن العشرين.

التاجر من تعامل بالتجارة، وهو رجل أعمال يتاجر في السلع التي من إنتاج آخرين، لكسب الربح.

## يمكن تقسيم التجار إلى نوعين
- تاجر الجملة الذي يعمل في تسلسل بين المنتج والتاجر البيع بالتجزئة. بعض تجار الجملة يقومون فقط بتنظيم حركة البضائع بدلا من نقل البضائع نفسها. أما الذي يتعاملون بالبيع بالجملة ولديهم العديد من الشركات ومساهمين في العديد من الشركات العالمية فيعتبرون رجال أعمال ولا تنتفي منهم صفة التاجر لإنهم تجار لكن مرتبة رجال الأعمال تعتبر أعلى من مرتبة التجار العاديين.
- تاجر التجزئة هو الذي يبيع السلع للمستهلكين (بما في ذلك الشركات التجارية). كما صاحب المحل هو تاجر التجزئة. فالشخص الذي يملك متجراً لبيع المواد الغذائية يعتبر تاجر وكذلك بائع الحلويات. وفي نفس الوقت الأشخاص الذي يتعاملون بالبيع بالجملة يعتبرون تجار.

## الشروط حسب البلد

### السعودية
1.احتراف الأعمال التجارية (وهو شرط اساسي).
2.الاستقلاليه علما بأن الفقه والقضاء والقانون التجاري في السعودية الحقا بالشرط الاساسي ضروره مباشرة الأعمال التجارية باسم ولحساب الشخص.
3.الاهليه للتاجر بحيث يكون له القدرة وله الصلاحية على مباشرة التصرفات القانونية مع بلوغه سن الرشد، وسن الرشد في المملكة كما حدد بموجب قرار مجلس الشورى رقم 4/1 وتاريخ 5/11/1374 هو ثمانية عشر سنه، اما بشأن القاصر فيسمح للولي أو الوصي الاستمرار فيما للقاصر من تجاره وقد نصت المادة 35 من نظام الشركات السعودي على امكانيه النص في عقد الشركة على استمرار الشركة مع ورثة الشريك وان كانوا قصر.
والتزاماته
1. مراعات الدين والانظمة وآداب المهنة: مراعاة الشرف والامانة عند مباشرة التجارة والخضوع لانظمة الإفلاس، الزكاة والدخل والضريبة، التأمينات الاجتماعية والعمل ومراعاة الانظمة المحلية والاتفاقيات الدولية ذات العلاقة بموضوع النشاط
2. مسك الدفاتر التجارية: الزم النظام كل تاجر سواء شخصا طبيعيا أو معنويا بلغ نصاب راسمالة مئة الف ريال ان يمسك دفاتر تجارية معينة يقيد فيها جميع العمليات التجارية التي يقوم بها، كما الزمه بضرورة مسكها بطريقة منتظمة حتى يتحقق الغرض منها، وهناك من هو مستثنى من مسك الدفاتر وهو ماكان راسمالة اقل من مئة الف ريال والشريك المتضامن.

3- القيد في السجل التجاري: رتب نظام السجل التجاري السعودي آثار قانونية هامة على عملية القيد منها ان " كل من يتقدم إلى الجهة الرسمية بطلب بصفته تاجر،
لا يقبل طلبه بهذه الصفة ما لم يكن مقيدا في السجل التجاري " فالنظام يشترط لتمسك الشخص بصفة التاجر ان يكون مقيدا في السجل التجاري.
1. القيد في الغرف التجارية والصناعية